# Phacelia peckii
Phacelia peckii är en strävbladig växtart som beskrevs av Howell. Phacelia peckii ingår i Faceliasläktet som ingår i familjen strävbladiga växter. Inga underarter finns listade i Catalogue of Life.